# Baltikumi légi rendészet
A baltikumi légi rendészet (angolul Baltic Air Policing) folyamatos NATO légvédelmi riadókészültség (QRA) a balti országok légterének védelme érdekében, amely légtér az érintett balti országok csatlakozása óta a NATO integrált légvédelmi rendszerének (NATINADS) része. A műveletet a NATO készültségi erejének (NRF) tagjai látják el, az ebben való részvétel önkéntes jellegű. Koordinálásukat a NATO kombinált légi műveleti központja (CAOC) látja el ramsteini főparancsnoksággal.

## Történet
2004 március végén, amikor a balti államok csatlakoztak a NATO-hoz (március 29.), a Szervezet tagjai átvállalták a légi rendészeti feladatokat felettük három-négyhavi rotációban. A művelet célja az Oroszország és Fehéroroszország (mint nem NATO-tagországok) felől érkező légtérsértő repülőgépek ellenőrzése és irányítása. Honi bázisául az észak-litván város, Šiauliai közelében fekvő Zokniai/Šiauliai nemzetközi repülőtér szolgál. A művelet kezdetétől a tagországok önköltségi alapon magukra vállalták aktuális készültségi idejük teljes költségét (az alkalmazott géptípus és a kiszolgáló személyzet ellátásainak biztosítása, időszakos javítások stb.), de 2008 januárja óta költségtérítéses a művelet, tehát az érintett három ország fizet az elvégzett szolgáltatásokért. Később, a kijelölt lettországi és észtországi repterek felújításával a NATO készültségi légiereje váltásonként más-más bázisra fog települni.
A légi rendészeti feladatokat 4 db – elfogóvadász feladatkörre felszerelt – készültségi vadászgép látja el, kiszolgálásukról 50–100 fő gondoskodik, amelyet a készültségi gépek légierői adnak. A légi irányítást az adott balti ország légtérfigyelő és riasztó rendszerei (CRC) látják el, a művelet ezen légvédelmi haderőnemek (szárazföldi, légi) együttműködését is fejleszti. Új repülésirányító tornyot építettek, új leszállítóradart és navigációs adókat telepítettek a reptérre, a kifutópálya első 500 m-ét leaszfaltozták, mert a rossz állapotú betonpálya növelte a hajtóművek sérülési kockázatát. Az első két készültség az eredeti – szovjet típusú – földdel fedett hangárokban települt, amik beáztak. Később a harmadik, brit készültség a magával hozott mobil, könnyűszerkezetű hangárjait a bázison hagyta és azóta ezeket használják a NATO-géppárok. A török készültség kezdetétől a rotáció alapvetően négyhavi. Az első ciklus alatt, 2004. június 2-án a belga gépek elfogtak egy légtérsértő orosz Szu–27-et. 2005-ben egy Szentpétervár–Kalinyingrád útvonalon repülő Flanker eltévedt és litván területre zuhant. Azóta az oroszok sokat javítottak a kapcsolatokon, rendszeresen tájékoztatják egymást határ menti repüléseikről, aminek köszönhetően nem kell éles riasztást elrendelni egyik félnek sem.
Az Ukrajna elleni orosz agresszió, valamint a balti térségben megerősödött orosz katonai tevékenység és a megnövekedett számú orosz provokációk (pl. légtérsértések) miatt 2014-től a készültséget ellátó gépek számát négyről 16-ra emelték, és a NATO az észtországi Ämari légibázisra és a lengyelországi Malborki légibázisra is telepített gépeket. 2015. szeptember 1-jétől fél évig a Német Légierő, és első alkalommal a Magyar Légierő gépei látják el a készültséget. A négy magyar JAS 39 Gripen a Šiauliai bázison, a négy német Typhoon az Ämari légibázison fog állomásozni.

## Készültségi alakulatok
| Kezdő időpont                | Légierő                        | Létszám                                            | Repülőgéptípus                    | Honi bázis – Alakulat | Forrás |
| ---------------------------- | ------------------------------ | -------------------------------------------------- | --------------------------------- | --- | --- |
| 2004. március 30.            | Luchtcomponent/ Composante Air | 50 fő                                              | F–16AM Fighting Falcon            | – (FA–119, ) | [ 8 ] |
| 2004. július 1.              | Flyvevåbnet                    |                                                    | F–16AM Fighting Falcon            | – (E–608, ) | [ 9 ] |
| 2004. október 30.            | Brit Királyi Légierő           |                                                    | Panavia Tornado F.3               | Leeming – 25(F) Sqn | [ 10 ] |
| 2005. január 1.              | Luftforsvaret                  |                                                    | F–16AM Fighting Falcon            | – | [ 11 ] |
| 2005. március 30.            | Koninklijke Luchtmacht         |                                                    | F–16AM Fighting Falcon            | – | |
| 2005. június 30.             | Luftwaffe                      |                                                    | F–4F Phantom II                   | Wittmund – 71. „Richthofen” Vadászezred (JG 71) | [ 12 ] |
| 2005. október 12.            | United States Air Force        |                                                    | F–16CJ Fighting Falcon / Block 50 | Spangdahlem – | [ 13 ] [ 14 ] |
| 2006. január 1.              | Siły Powietrzne RP             | 68 fő                                              | MiG–29A                           | Mińsk Mazowiecki – 1. ELT | [ 15 ] |
| 2006. március 31.            | Türk Hava Kuvvetleri           |                                                    | F–16C Fighting Falcon / Block 40  | Bandirma – (92–0003) | [ 17 ] [ 18 ] |
| 2006. augusztus 1.           | Ejército del Aire              | 86 fő                                              | Mirage F1M                        | Albacete – Ala 14 | [ 17 ] [ 19 ] |
| 2006. december 1.            | Luchtcomponent/ Composante Air |                                                    | F–16AM Fighting Falcon            | – | [ 20 ] |
| 2007. április 1.             | Francia Légierő                |                                                    | Mirage 2000C                      | Colmar – | [ 21 ] |
| 2007. augusztus 1.           | Forţele Aeriene Române         | 67 fő                                              | MiG–21 LanceR C                   | Aranyosgyéres/Câmpia Turzii – 71. légi bázis / 711. század (6105, 6203, 6518)                                                                       | [ 22 ] [ 23 ] |
| 2007. november 1.            | Força Aérea Portuguesa         |                                                    | F–16AM Fighting Falcon            | – | [ 24 ] |
| 2007. december 16.           | Luftforsvaret                  |                                                    | F–16AM Fighting Falcon            | – | [ 25 ] |
| 2008. március 15.            | Siły Powietrzne RP             |                                                    | MiG–29A                           | Malbork – 41. ELT | [ 26 ] |
| 2008. június 30.             | Luftwaffe                      | 120 fő                                             | F–4F Phantom II                   | – | [ 27 ] |
| 2008. szeptember 30.         | United States Air Force        | 130 fő                                             | F–15C Eagle                       | 493. Expedíciós Vadász-század (493d EFS); 86–0160                                                                                                   | [ 28 ] [ 29 ] |
| 2009. január 2.              | Flyvevåbnet                    | 50 fő                                              | F–16AM Fighting Falcon            | | [ 30 ] |
| 2009. május 1.               | Cseh Légierő                   | 75 fő (több alakulatból) pk.: Jaroslav Mika őrnagy | JAS 39C Gripen                    | 1. Cseh Légikontingens (1. Kontingent ACR) Čáslav, 21. Harcászati Légibázis – 221. harcászati század (211. tacticka letka) (9237, 9238, 9241, 9245) | A szolgálat során hét A-riasztásból elfogtak: 2009. május 21.: D–MKMK lajstromú Zenith CH 602 - XL (1.), június 8.: Il–20 (2.), június 9.: Il–20 (3.), július 9.: Il–20 (4.), június 10.: Il–20 (5.), augusztus 5.: Szu–24 (6.) és An–26 (7.), augusztus 22.: Il–22 (8.), augusztus 25.: Aeroflot-színben Il–22 (9.), |
| 2009. szeptember 1.          | Luftwaffe                      | kb. 100 fő                                         | Eurofighter Typhoon               | Neuburg an der Donau – 74. Vadászezred (JG 74) (30+26, 30+29, 30+33, 30+39)                                                                         | A rendészet két ütemben, két típussal 2010. január 4-ig tartott. Ez volt a német Typhoon-ok első külföldi éles bevetése. |
| 2009. november 3.            | Luftwaffe                      | na. (~100 fő) pk.: Jürgen Schumann főhadnagy       | F–4F Phantom II                   | Wittmund – 71. „Richthofen” Vadászezred (JG 71) (37+79, 37+89, 37+93, 38+30)                                                                        | [ 35 ] |
| 2010. január 4.              | Francia Légierő                | 150 fő                                             | Mirage 2000C                      | Base aérienne 103 Cambrai-Épinoy – (109, 122) | Ebben az évben meghosszabbítják a rendészeti feladatokat 2014-es évre. |
| 2010. május 1.               | Siły Powietrzne RP             |                                                    | MiG–29A                           | Malbork – 41. ELT | [ 37 ] |
| 2010. szeptember 1.          | United States Air Force        | 125 fő                                             | F–15C Eagle                       | 493. Expedíciós Vadász-század (493d EFS); ??–????                                                                                                   | [ 38 ] |
| 2011. január 5.              | Luftwaffe                      | na.                                                | F–4F Phantom II                   | Wittmund – 71. „Richthofen” Vadászezred (JG 71) (37+79, 37+89, 37+93, 38+30)                                                                        | [ 39 ] |
| 2011. április 28.            | Francia Légierő                | na.                                                | Mirage 2000C                      | Base aérienne 103 Cambrai-Épinoy és Base aérienne 115 Orange-Caritat – (100, 101 és 94, 99)                                                         | 2011. augusztus 30-án az egyik Mirage 2000C összeütközött egy litván L–39ZA Albatrosszal. A két litván pilóta katapultált, a francia sikeres kényszerleszállást hajtott végre. |
| 2011. szeptember 2.          | Flyvevåbnet                    | na.                                                | F–16AM Fighting Falcon            | | |
| 2012. január 4.              | Luftwaffe                      | na.                                                | F–4F Phantom II                   | Wittmund – 71. „Richthofen” Vadászezred (JG 71) (37+79, 37+89, 37+93, 38+30)                                                                        | [ 42 ] |
| 2012. április 26.            | Siły Powietrzne RP             | 96 fő                                              | MiG–29A                           | Malbork – 41. ELT | [ 43 ] |
| 2012. szeptember 1.          | Cseh Légierő                   |                                                    | JAS 39C Gripen                    | | [ 44 ] |
| 2013. január 3.              | Flyvevåbnet                    | na.                                                | F–16AM Fighting Falcon            | | [ 45 ] |
| 2013. április 30.            | Francia Légierő                | na.                                                | Mirage F1CR                       | | [ 46 ] |
| 2013. szeptember 3.          | Luchtcomponent/ Composante Air |                                                    | F–16AM Fighting Falcon            | | [ 47 ] [ 48 ] [ 49 ] |
| 2014. január 3.              | United States Air Force        |                                                    | F–15C Eagle                       | | Az USAFE meghosszabbította a négy F–15C jelenlétét és további 6 darabot rendeltek ki melléjük az alakulatuktól, a kelet-angliai Lakenheath-ről, így összesen 10 darabra erősítették a létszámot, válaszul a krími krízishelyzetre.                                                                                    |
| 2014. április 28. – május 1. | Lengyel Légierő                |                                                    | MiG–29A                           | | [ 52 ] |
| 2014. április 28. – május 1. | Dán Királyi Légierő            |                                                    | F–16AM                            | | [ 53 ] |
| 2014. április 28. – május 1. | Brit Királyi Légierő           |                                                    | Eurofighter Typhoon               | | [ 54 ] |
| 2014. április 28. – május 1. | Francia Légierő                |                                                    | Rafale, Mirage 2000C              | | [ 55 ] |
| 2014. szeptember 1. –        | Portugál Légierő               |                                                    | F–16AM                            | | [ 56 ] |
| 2014. szeptember 1. –        | Holland Királyi Légierő        |                                                    | F–16AM                            | | [ 57 ] |
| 2014. szeptember 1. –        | Német Légierő                  |                                                    | Eurofighter Typhoon               | | [ 56 ] [ 58 ] |
| 2014. szeptember 1. –        | Kanadai Királyi Légierő        |                                                    | CF–188 Hornet                     | | [ 59 ] |
| 2015. szeptember 1.          | Német Légierő                  |                                                    | 4 × Eurofighter Typhoon           | | Ämari légibázis, Észtország |
| 2015. szeptember 1.          | Magyar Légierő                 |                                                    | 4 × JAS 39 Gripen                 | MH 59. Szentgyörgyi Dezső repülőbázis, Kecskemét | Siauliai légibázis, Litvánia |
| 2022. augusztus 1.           | Német Légierő                  |                                                    | 4 × Eurofighter Typhoon           | | Ämari légibázis, Észtország |
| 2022. augusztus 1.           | Magyar Légierő                 |                                                    | 4 × JAS 39 Gripen                 | MH 59. Szentgyörgyi Dezső repülőbázis, Kecskemét | Siauliai légibázis, Litvánia |
| 2022. augusztus 1.           | Olasz Légierő                  |                                                    | Eurofighter Typhoon               | | Malbork, Lengyelország |

## Pilótákat ért inzultusok
A 2004. tavaszi kezdést követően előfordultak kisebb erőszakos cselekmények, de mindez csak a szárazföldre szorítkozott. A zárkózott helyi lakosság egy része nem vette jó néven a külföldiek "harsány viselkedését" és több belga pilótát helybenhagytak a szórakozóhelyeken, nem megfelelő viselkedésük miatt.

### Folyóirat-cikkek
- Az Aranysas című folyóirat cikkei (magyarul):
  - Zord, Gábor (2007. december/. 2008. január). Aranyosnégyesi MiG–21-esek. Aranysas, 32–35. o.
- Az AirForces Monthly című folyóirat cikkei (angolul):
  - Mladenov, Alexander (2009. december). Gripen's Baltic QRA trial. AirForces Monthly 7 (84), 40–41. o.

## Kapcsolódó szócikk
- Magyarország és a NATO kapcsolatai